# Tetragnatha baculiferens
Tetragnatha baculiferens là một loài nhện trong họ Tetragnathidae.
Loài này thuộc chi Tetragnatha. Tetragnatha baculiferens được miêu tả năm 1927 bởi Hingston.